# White Bluff (Tennessee)
White Bluff es un pueblo ubicado en el condado de Dickson en el estado estadounidense de Tennessee. En el Censo de 2010 tenía una población de 3.206 habitantes y una densidad poblacional de 208,6 personas por km².

## Geografía
White Bluff se encuentra ubicado en las coordenadas 36°6′0″N 87°12′40″O / 36.10000, -87.21111. Según la Oficina del Censo de los Estados Unidos, White Bluff tiene una superficie total de 15.37 km², de la cual 15.37 km² corresponden a tierra firme y (0%) 0 km² es agua.

## Demografía
Según el censo de 2010, había 3.206 personas residiendo en White Bluff. La densidad de población era de 208,6 hab./km². De los 3.206 habitantes, White Bluff estaba compuesto por el 96.72% blancos, el 0.16% eran afroamericanos, el 0.62% eran amerindios, el 0.44% eran asiáticos, el 0.06% eran isleños del Pacífico, el 0.75% eran de otras razas y el 1.25% pertenecían a dos o más razas. Del total de la población el 2.28% eran hispanos o latinos de cualquier raza.